# Sanzeno
Sanzeno (Sanzén in noneso) è un comune italiano di 907 abitanti situato al centro della Val di Non in provincia autonoma di Trento, lungo la strada che porta all'Alta val di Non. Si tratta di un comune sparso in quanto la sede municipale non si trova nella località omonima, ma nella frazione di Banco.

## Storia
Il paese ha origini molto antiche, tanto che sono stati rinvenuti in vari scavi importanti reperti archeologici retici, romani e posteriori. Già in epoca romana era indicato il villaggio di Metho (o Mecleo o Mecla).
Nel 397 d.C. fu teatro dell'uccisione dei missionari cappadoci Sisinio, Martirio e Alessandro, inviati dal vescovo di Trento san Vigilio per evangelizzare queste zone, allora pagane.
Per commemorare l'accaduto fu in seguito costruita la basilica dei Santi Sisinnio, Martirio e Alessandro e il villaggio venne denominato San Sisinnio in ricordo dell'accaduto; la parlata comune lo trasformò man mano in San Sesen, da cui Sanzeno. Nel 1968 furono aggregati i comuni di Banco e Casez.

### Simboli
Lo stemma è stato concesso con regio decreto del 17 aprile 1930.

## Monumenti e luoghi d'interesse

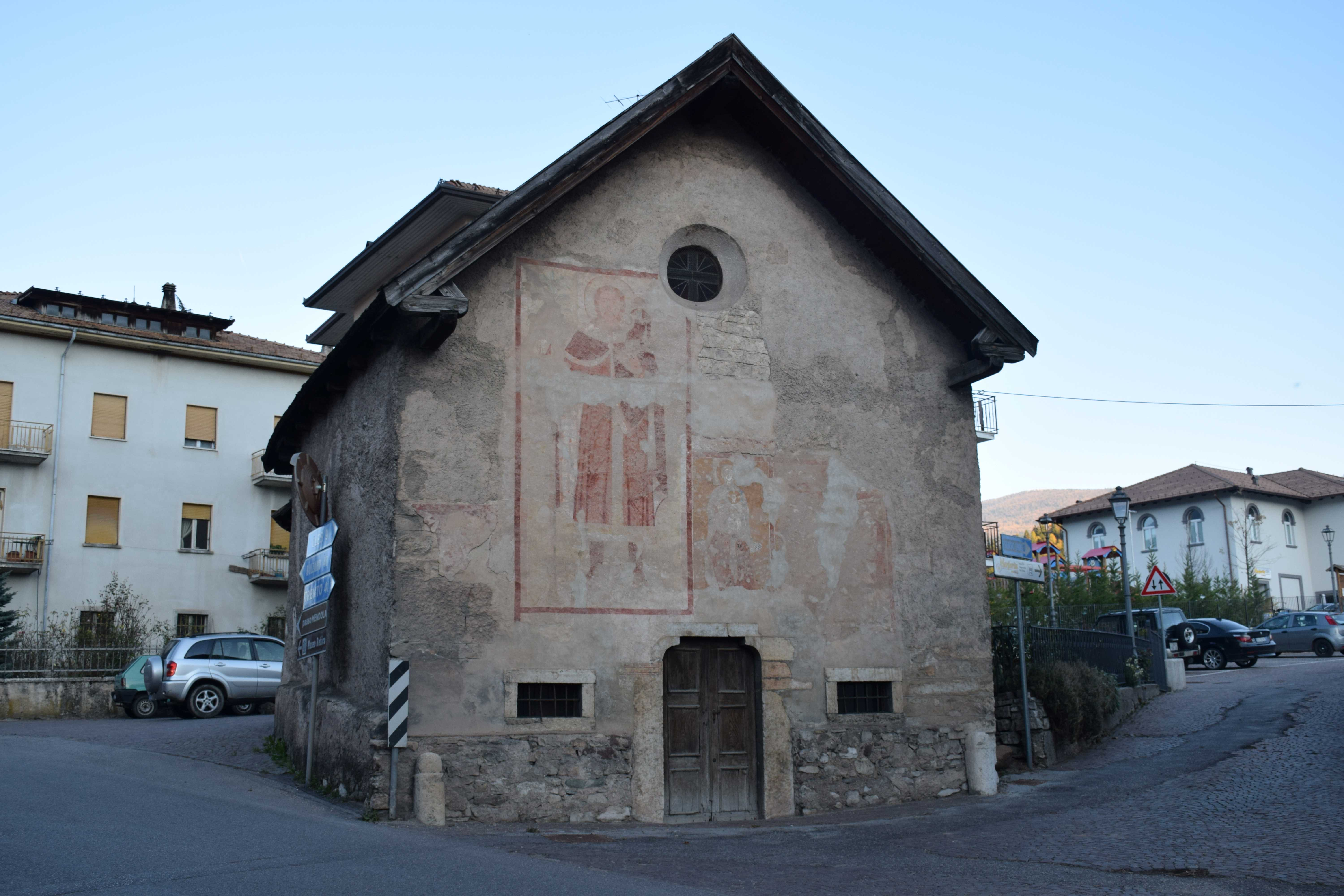
La chiesa di Sant'Alessandro

- Basilica dei Santi Martiri. È una delle più antiche chiese della Val di Non. Fu costruita per volere del principe vescovo Giovanni Hinderbach a partire dal 1480, su un edificio precedente risalente al XIII secolo.
- Chiesa di Sant'Alessandro, che sorge presso la piazza principale (la leggenda vuole che sia stata costruita nel punto della prima cappella e dell'abitazione dei Martiri)
- Chiesa di Santa Maria, eretta verso il 1000 d.C., con l'annesso omonimo ospizio.
- Chiesa di Sant'Antonio
- Chiesa dei Santi Pietro e Paolo

Da qualche anno, durante i mesi estivi, è stato vietato l'accesso in automobile al santuario di San Romedio (comune di Predaia) tramite la valle del rio San Romedio ed è stata predisposta una navetta con partenza dalla località "Al Mulino". È stata inoltre allestita una suggestiva passeggiata che parte dal Museo Retico, situato all'imbocco della valle.

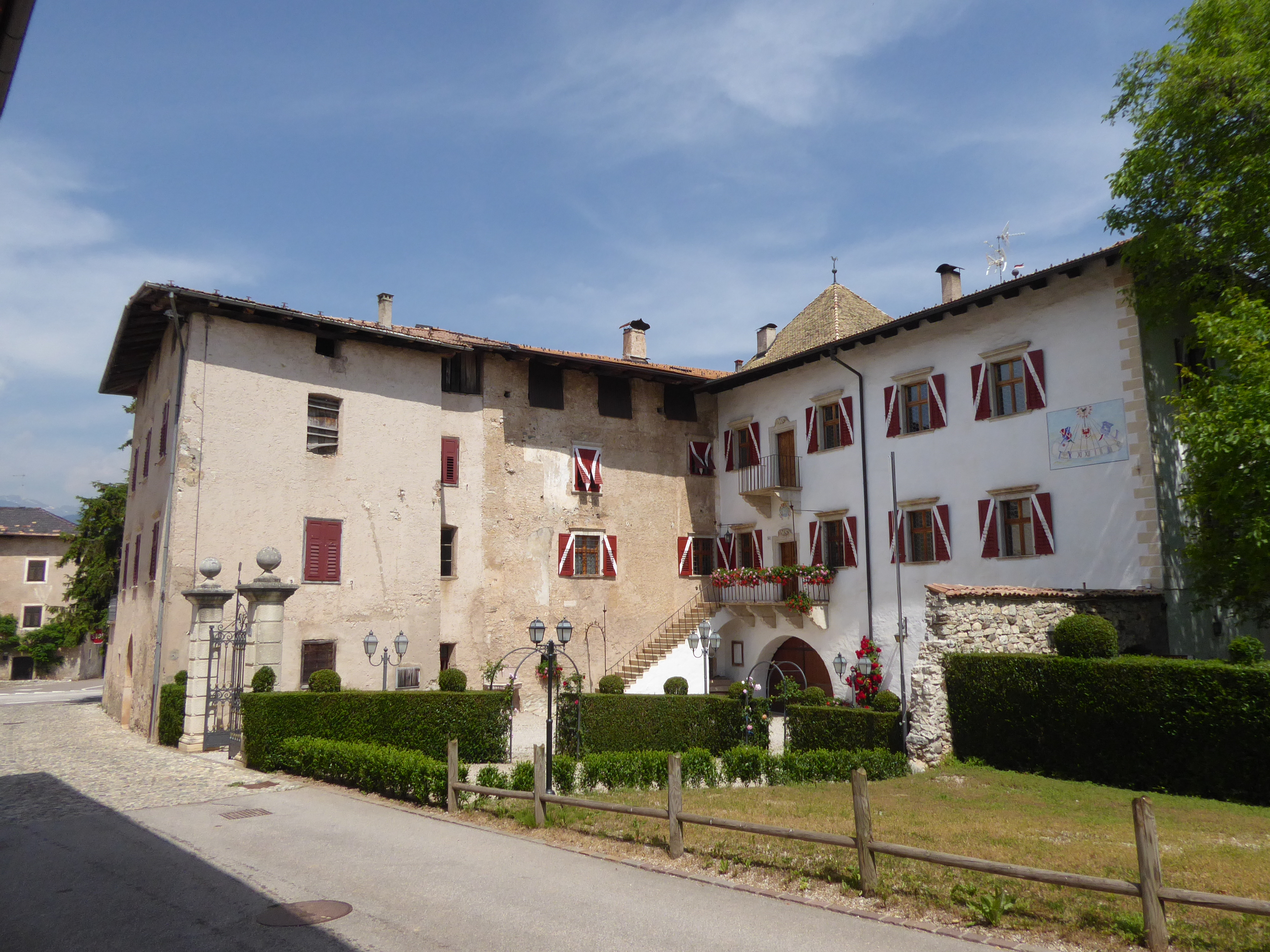
Vista del retro

- Castel Casez castello medievale che si trova nell'omonima frazione.

## Società

### Evoluzione demografica
Abitanti censiti

## Infrastrutture e trasporti

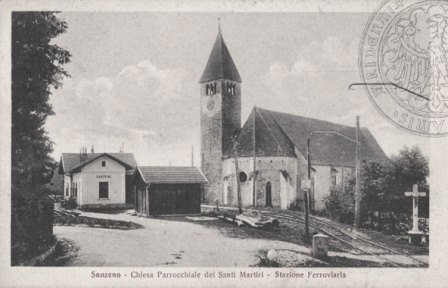
Stazione di Sanzeno

Posta lungo la strada statale 43 dir della Val di Non Sanzeno disponeva, fra il 1909 e il 1934, di una propria fermata lungo la Tranvia Dermulo-Fondo-Mendola.

## Amministrazione
| Periodo           | Periodo           | Primo cittadino       | Partito      | Carica  | Note      |
| ----------------- | ----------------- | --------------------- | ------------ | ------- | --------- |
| 1975              | 1990              | Giuseppe Wegher       | Lista civica | Sindaco | 3 mandati |
| 1990              | 2000              | Carlo Berti           | Lista civica | Sindaco | 2 mandati |
| maggio 2000       | 9 maggio 2005     | Marcello Bonadiman    | Lista civica | Sindaco |           |
| 9 maggio 2005     | 16 maggio 2010    | Marcello Bonadiman    | Lista civica | Sindaco |           |
| 17 maggio 2010    | 10 maggio 2015    | Marcello Bonadiman    | Lista civica | Sindaco |           |
| 11 maggio 2015    | 21 settembre 2020 | Paolo Pellizzari      | Lista civica | Sindaco |           |
| 22 settembre 2020 | in carica         | Martin Slaifer Ziller | Lista civica | Sindaco |           |

## Galleria d'immagini

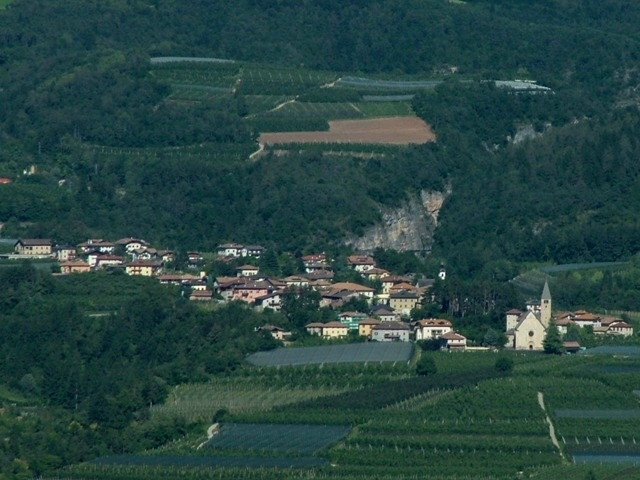
Sanzeno
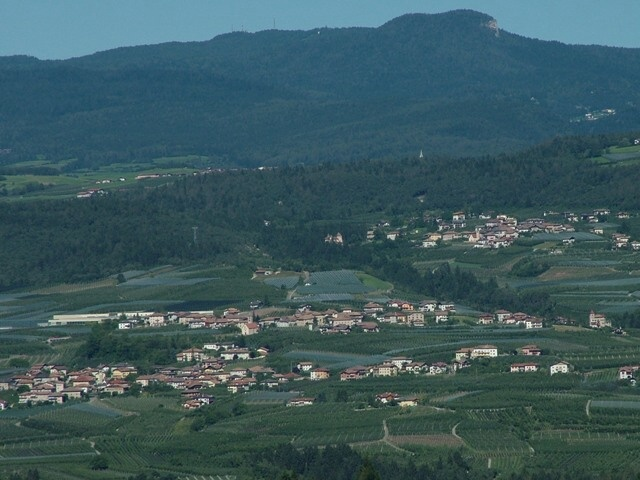
Banco e Casez (frazioni di Sanzeno) e Malgolo (frazione di Romeno)